# Атриум

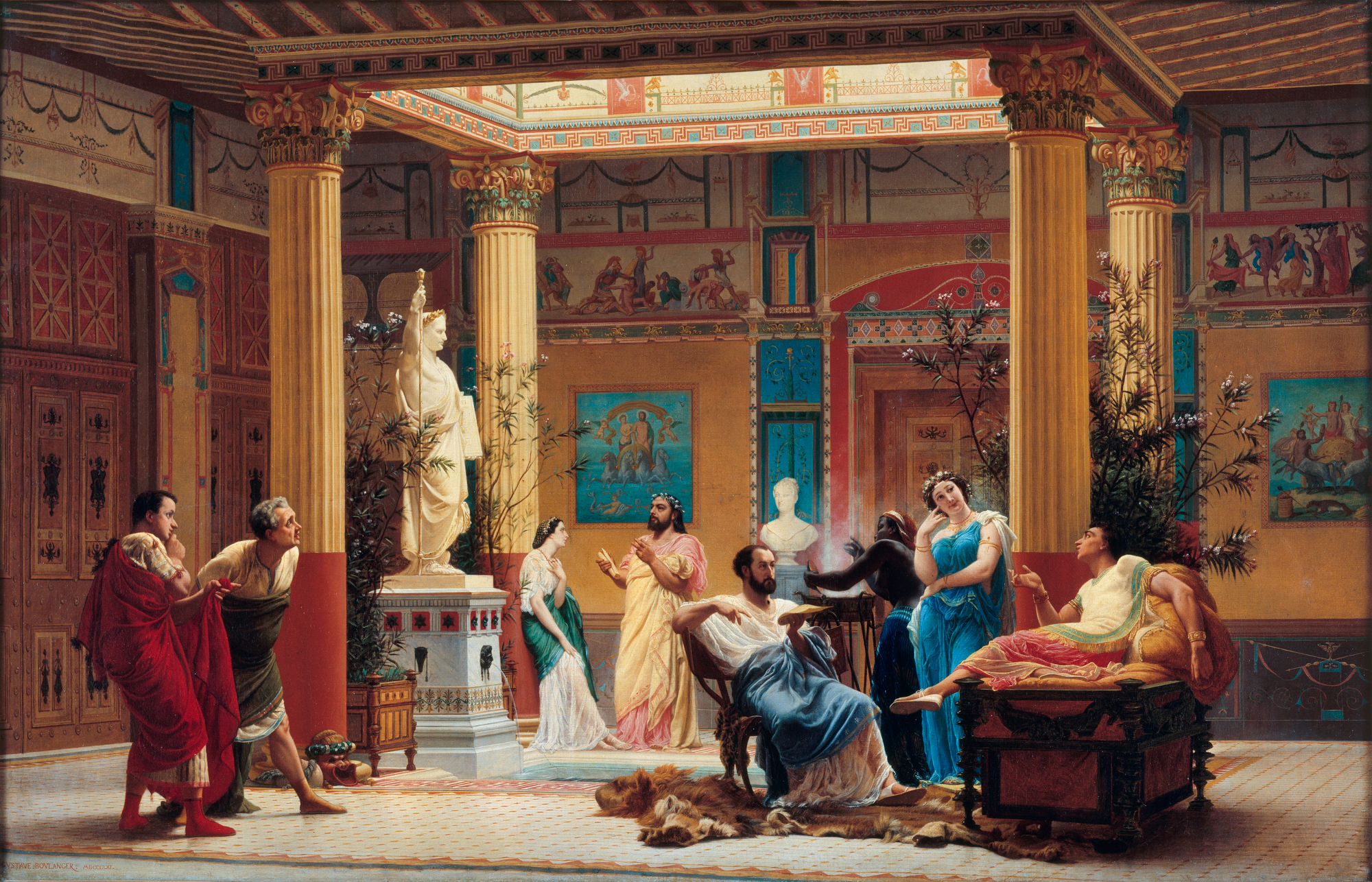
Римский атриум на картине Гюстава Буланже

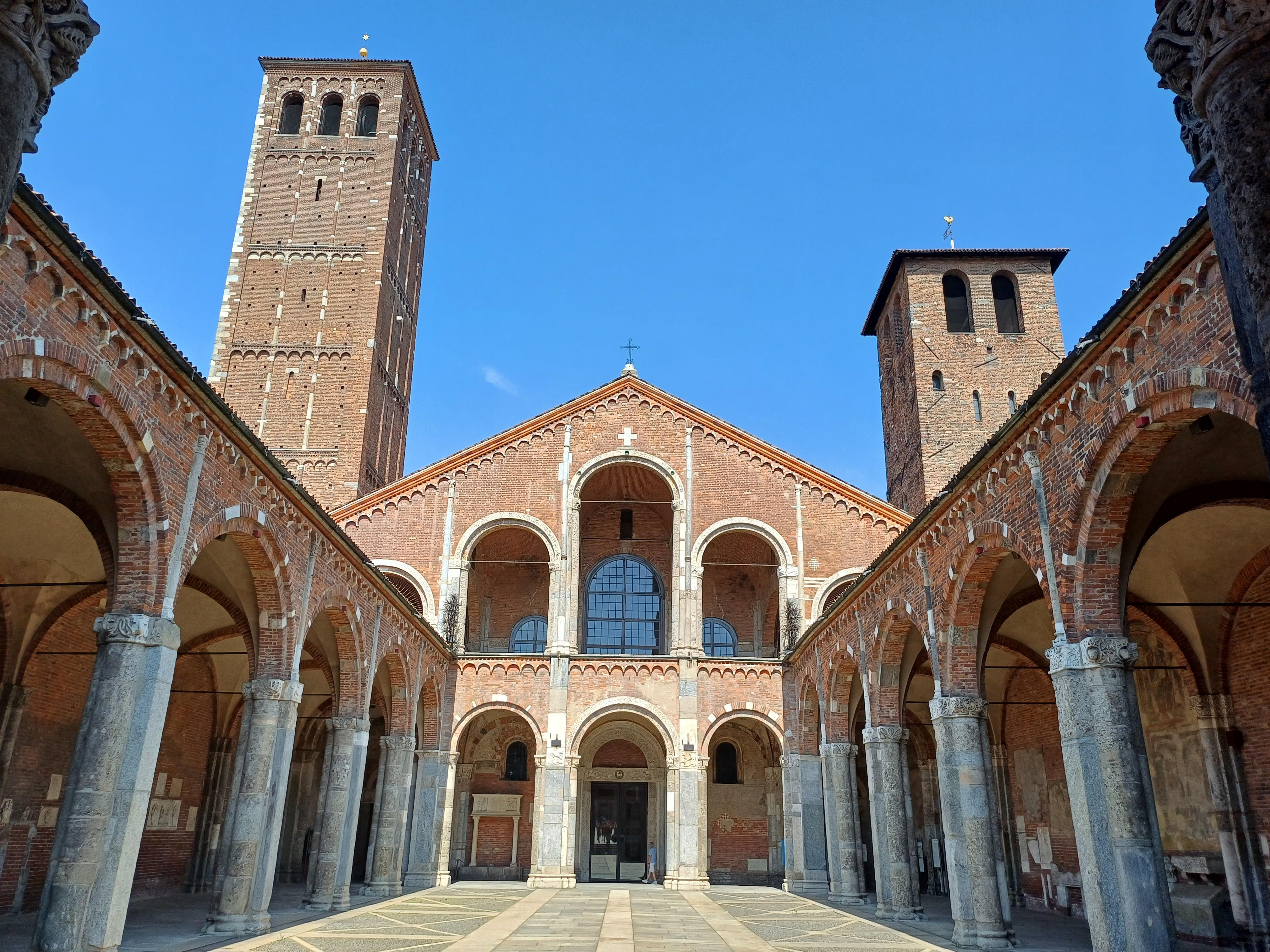
Атриум базилики Сант-Амброджо в Милане

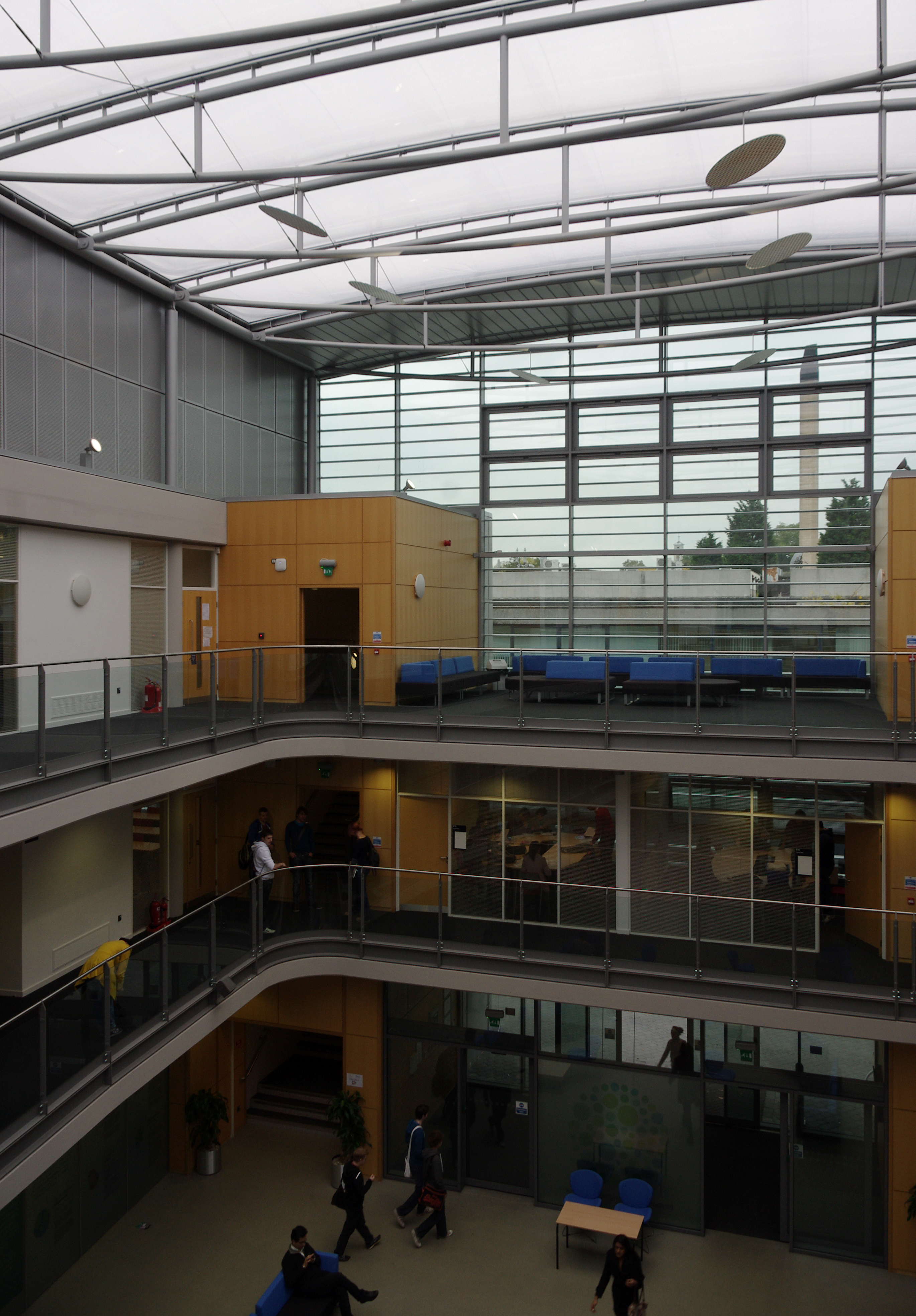
Атриум современного здания

А́триум или а́трий (лат. atrium от ater «закопчённый; чёрный: помещение, почерневшее от копоти»), каведиум (лат. cavedium «углубление» от cavus «пустой») — первоначально центральная часть древнеримского и древнеиталийского жилища (домуса), представлявшая собой внутренний световой двор, откуда имелись выходы во все остальные помещения. Между атриумом и основным входом в здание располагался вестибул.  
В средневековой западноевропейской и византийской архитектуре окружённые крытой галереей прямоугольные дворики в форме перистиля в монастырях и перед храмовыми комплексами (базиликами) получили названия атриум или клуатр.
В современной архитектуре атриумом называется центральное, как правило, многосветное распределительное пространство общественного здания, освещаемое через зенитный световой фонарь или проём в перекрытии. Подобное пространство может быть организовано на крупных круизных судах. Нередко в атриуме устраивается зимний сад.

## Атриум древнеримского жилища

### Назначение
Первоначально атриум служил кухней и столовой, где находились очаг и ткацкий станок, и одновременно — сакральным ядром жилища, уподоблявшимся центральному святилищу Рима — мундусу Цереры. Последний представлял собой круглую сводчатую яму, по легенде вырытую Ромулом при основании города и открывавшуюся трижды в год для жертвоприношений. В этом качестве атриум, как и мундус, символизировал космическую ось, соединяющую подземный мир с небесами. Центральное место в атриуме занимал бассейн (имплювий), над которым оставался четырёхскатный проём в крыше (комплювий), куда стекала дождевая вода. За имплювием, несколько поодаль, складывали очаг с таким расчётом, чтобы огонь не заливало дождевой водой, а дым вытягивало наружу. Позднее очаг из этой комнаты исчез. Изначально атриум был также местом сна матери семейства — напротив входа в дом была глубокая ниша для её кровати — lectus adversus («ложе против дверей»). В более поздние периоды эта ниша утратила первоначальную функцию и сохранялась лишь символически — как знак святости брака. В атриуме же размещалась и большая часть принадлежащих роду ценных предметов: тяжёлый сундук с семейными реликвиями (денежный ящик), стол типа жертвенника — картибул (Варрон вспоминал, что в его детстве они ещё встречались), специальная ниша (таблинум), где хранились документы хозяина и семейный архив, и шкаф (ниши) для хранения восковых масок (imagines) и бюстов предков, а также изображений добрых духов-покровителей — ларов и пенатов (позже отдельное святилище — ларарий). Ткацкий станок как непременный элемент обстановки атриума в старозаветных семьях сохранился до конца республики. Затем атриум превратился в публичную, приёмную часть дома, парадный зал. Здесь принимали гостей, которых не хотели вводить в круг семьи; здесь патрон принимал своих клиентов. Атриум стал наиболее богато обставленной частью дома. Сохранившиеся карнизные кольца свидетельствуют о том, что этот зал делили в случае необходимости занавесями и портьерами на отдельные пространства.
Атриум неизменно сохранялся и в других типах жилых домов Древнего Рима. Роль атриума в инсулах (многоэтажных домах) выполнял световой дворик.

### Типы атриумов по Витрувию
Витрувий различал 5 типов атриума:
1. atrium tuscanium («тосканский») — без колонн; отверстие в кровле образовывалось только стропилами (хотя строить такую систему было дорого, судя по всему, это был наиболее распространённый тип атриума в империи);
2. atrium tetrastylum («четырёхколонный») — четыре колонны, по одной на каждом углу имплювия;
3. atrium corinthium («коринфский») — сходен с предыдущим, но комплювий больше по размеру, и количество колонн увеличивается до 12-16;
4. atrium displuviatum («дождеотводящий») — размер комплювия значительно сокращён, благодаря чему он представлял собой узкую щель, а наклон кровли был устроен так, чтобы дождевая вода стекала с неё наружу;
5. atrium testudinatum («крытый») — полностью перекрытый сводами атрий (без комплювия), устраивавшийся обычно в небольших домах.